# Michael John Kennelly
Michael John Kennelly (* 23. März 2001) ist ein Leichtathlet aus Hongkong, der sich auf den Hochsprung spezialisiert hat.

## Sportliche Laufbahn
Erste internationale Erfahrungen sammelte Michael John Kennelly im Jahr 2023, als er bei den Hallenasienmeisterschaften in Astana mit übersprungenen 2,05 m den Finaleinzug verpasste. Anschließend belegte er bei den Freiluftmeisterschaften in Bangkok mit 2,05 m den achten Platz und im Oktober verpasst er bei den Asienspielen in Hangzhou mit 2,10 m den Finaleinzug.
2021 wurde Kenelly Hongkonger Meister im Hochsprung.

## Persönliche Bestleistungen
- Hochsprung: 2,09 m, 22. Mai 2021 in Hongkong
  - Hochsprung (Halle): 2,09 m, 17. Dezember 2022 in Astana